# 克利夫蘭鎮區 (北卡羅萊納州羅恩縣)
克利夫蘭鎮區（英語：Cleveland Township）是位於美國北卡羅萊納州羅恩縣的一個鎮區。

## 地方資料
克利夫蘭鎮區的面積為73.80平方千米，當中陸地面積為73.55平方千米，而水域面積為0.25平方千米。根據2020年美國人口普查的數據，當地共有人口2936人，而人口密度為每平方千米39.78人。